# Машабей-Саде
Машабей-Саде (ивр. משאבי שדה‎) — кибуц на юге Израиля, расположенный в 25 км к юго-западу от Беер-Шевы. Принадлежит к «Кибуцному Движению» (ивр. התנועה הקיבוצית‎). Относится к местному совету Рамат-ха-Негев.
Машабей-Саде лежит на шоссе Беэр-Шева-Ницана (Шоссе № 40).
На территории Машабей-Саде найдены следы доисторического поселения. Также там существовало поселение в римский и византийский периоды.
Кибуц был основан выходцами из Пальмаха и членами движений «ха-Цофим» и «Ха-Ноар Ха-Овед Ве-ха-Ломед» в 1947 году и первоначально назывался просто Машабим (ивр. משאבים‎). Во время войны за независимость Израиля Машабим был осаждён арабской армией. В 1949 поселение перенесли на нынешнее место. В 1952 году, после смерти основателя Пальмаха Ицхака Саде, к названию кибуца было добавлено его имя.
В 1955 году был закончен водовод Яркон-Негев, снабжавший кибуц водой из центра страны. Благодаря ему Машабей-Саде стал развиваться, сегодня там выращивают фрукты, овощи и цветы. Есть птицеферма и завод «Сагив».